# Оро-Дебе
Оро-Дебе (кирг. Оро-Дөбө) — село в Алайском районе Ошской области Кыргызстана. Входит в состав Будалыкского айылного аймака.

## География
Село расположено в южной части области, преимущественно на левом берегу реки Гульча, на расстоянии приблизительно 4 километров (по прямой) к юго-юго-востоку от села Гульча, административного центра района. Абсолютная высота — 1603 метра над уровнем моря.

## Население
Согласно оценочным данным Национального статистического комитета Кыргызской Республики, численность населения села на начало 2023 года составляла 243 человека.
| год     | 2009 | 2014 | 2015 | 2020 | 2021 | 2023 |
| ------- | ---- | ---- | ---- | ---- | ---- | ---- |
| человек | 191  | 308  | 289  | 277  | 308  | 243  |